# Edward Brophy
Edward Brophy (New York, 27 febbraio 1895 – Pacific Palisades, 27 maggio 1960) è stato un attore e doppiatore statunitense.

## Biografia
Nacque a New York il 27 febbraio 1895 e frequentò l'Università della Virginia. Iniziò a recitare dal 1919, facendo anche il doppiatore nel film Dumbo - L'elefante volante (1941), in cui diede la voce al topolino Timoteo. Piccolo di statura, calvo e dalla voce rauca, interpretò spesso il ruolo di poliziotto o gangster un po' tonto, sia in film drammatici che comici. Morì il 27 maggio 1960, all'età di 65 anni.

## Filmografia parziale

### Cinema
- Ragazze che sognano (Our Blushing Brides), regia di Harry Beaumont (1930)
- Il guerriero (Doughboys), regia di Edward Sedgwick (1930)
- La banda dei fantasmi (Remote Control), regia di Nick Grinde, Edward Sedgwick e Malcolm St. Clair (1930)
- Il campione (The Champ), regia di King Vidor (1931)
- Chi la dura la vince (The Passionate Plumber), regia di Edward Sedgwick (1932)
- Freaks, regia di Tod Browning (1932)
- Il professore (Speak Easily), regia di Edward Sedgwick (1932)
- L'uomo ombra (The Thin Man), regia di W. S. Van Dyke (1934)
- Il rifugio (Hide-Out), regia di W. S. Van Dyke (1934)
- Sequoia, regia di Chester M. Franklin e Edwin L. Marin (1934)
- L'amante sconosciuta (Evelyn Prentice), regia di William K. Howard (1934)
- L'ombra del dubbio (Shadow of Doubt), regia di George B. Seitz (1935)
- Tutta la città ne parla (The Whole Town's Talking), regia di John Ford (1935)
- Amore folle (Mad Love), regia di Karl Freund (1935)
- Terra senza donne (Naughty Marietta), regia di Robert Z. Leonard e W.S. Van Dyke (1935)
- Sui mari della Cina (China Seas), regia di Tay Garnett (1935)
- Una notte d'oblio (Remember Last Night?), regia di James Whale (1935)
- Sterminateli senza pietà (Show Them No Mercy!), regia di George Marshall (1935)
- Mister Cinderella, regia di Edward Sedgwick (1936)
- Il dissipatore (Spendthrift), regia di Raoul Walsh (1936)
- Pugno di ferro (Great Guy), regia di John G. Blystone (1936)
- L'ultimo gangster (The Last Gangster), regia di Edward Ludwig (1937)
- Un bandito in vacanza (A Slight Case of Murder), regia di Lloyd Bacon (1938)
- Passione (Golden Boy), regia di Rouben Mamoulian (1939)
- The Kid from Kokomo, regia di Lewis Seiler (1939)
- Manette e fiori d'arancio (The Amazing Mr. Williams), regia di Alexander Hall (1939)
- Balla, ragazza, balla (Dance, Girl, Dance), regia di Dorothy Arzner (1940)
- La donna invisibile (The Invisible Woman), regia di A. Edward Sutherland (1940)
- Guanti d'oro (Golden Gloves), regia di Edward Dmytryk (1940)
- Sposa contro assegno (The Bride Came C.O.D.), regia di William Keighley (1941)
- Dumbo - L'elefante volante (Dumbo), regia di Ben Sharpsteen, Norman Ferguson, Wilfred Jackson, Bill Roberts, Jack Kinney e Samuel Armstrong (1941) - Voce
- Sesta colonna (All Through the Night), regia di Vincent Sherman (1942)
- I tre furfanti (Larceny, Inc.), regia di Lloyd Bacon (1942)
- Ombre di Broadway (Broadway), regia di William A. Seiter (1942)
- Arcipelago in fiamme (Air Force), regia di Howard Hawks (1943)
- Ombre sul mare (Destroyer), regia di William A. Seiter (1943)
- Avvenne domani (It Happened Tomorrow), regia di René Clair (1944)
- L'uomo meraviglia (Wonder Man), regia di H. Bruce Humberstone (1945)
- L'uomo ombra torna a casa (The Thin Man Goes Home), regia di Richard Thorpe (1945)
- Un turbine di gioia (Bundle of Joy), regia di Norman Taurog (1956)
- L'ultimo urrà (The Last Hurrah), regia di John Ford (1958)

### Televisione
- Damon Runyon Theater – serie TV, episodi 1x11-2x16 (1955-1956)
- Corky, il ragazzo del circo (Circus Boy) – serie TV, episodio 1x33 (1957)

## Doppiatori italiani
- Stefano Sibaldi in Dumbo
- Mario Besesti in Avvenne domani